# Gyaring Co
Gyaring Co (chiń. 加仁错 Jiārén Cuò; tybet. Gyaring Co; w oficjalnej chińskiej latynizacji jako Gyaring Hu) – jezioro w Chinach, w górach Kunlun o powierzchni 550 km² oraz głębokości dochodzących do 13 m. Jezioro to  jest położone na wysokości ok. 4300 m n.p.m. 
Przez jezioro Gyaring Co przepływa rzeka Huang He.